# Мальпартіда
Мальпартіда (ісп. Malpartida) — муніципалітет в Іспанії, у складі автономної спільноти Кастилія-і-Леон, у провінції Саламанка. Населення — 111 осіб (2010).
Муніципалітет розташований на відстані близько 130 км на захід від Мадрида, 42 км на південний схід від Саламанки.

## Демографія
Динаміка населення (INE ):

## Галерея зображень

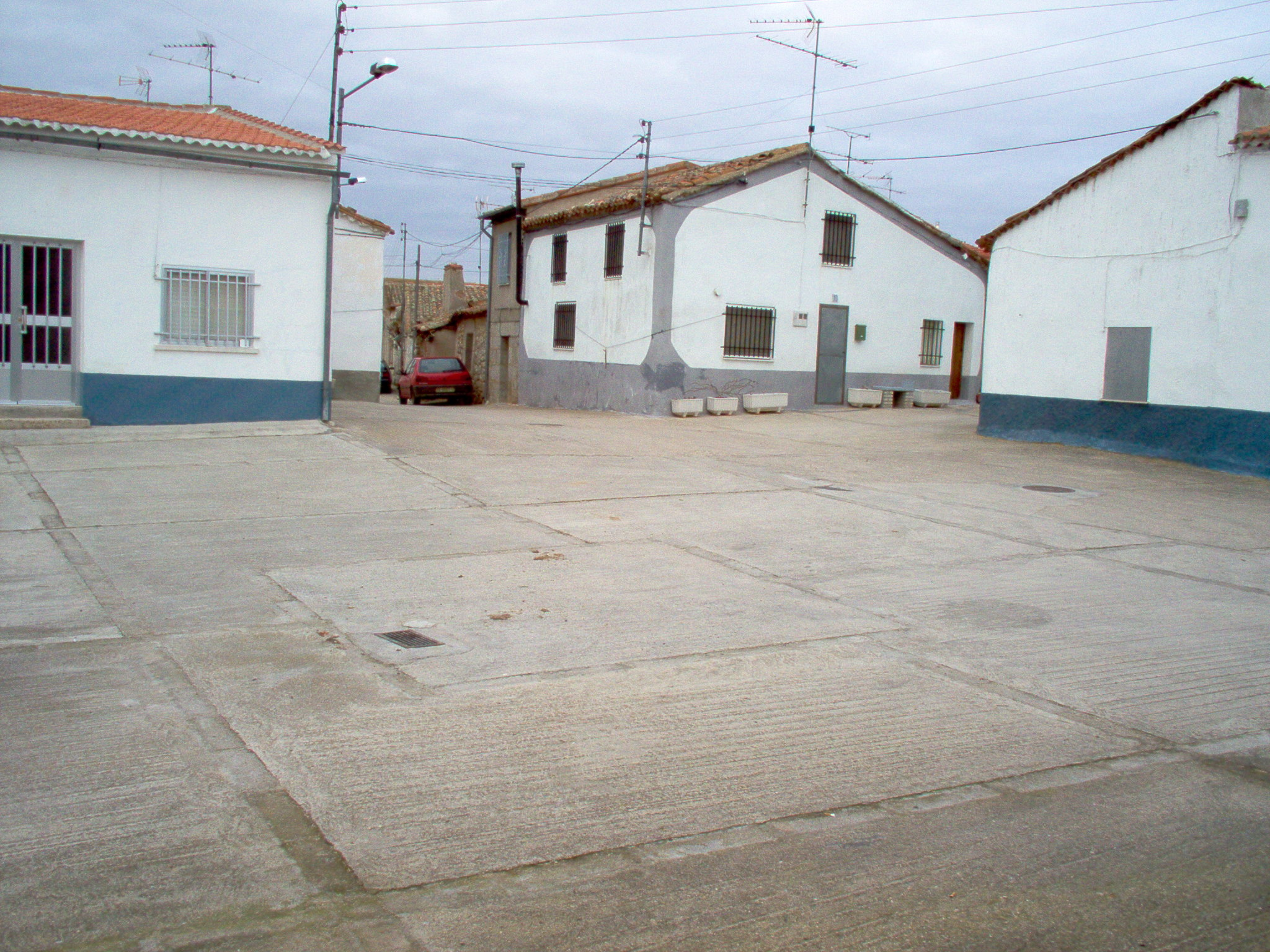
Мальпартіда

## Зовнішні посилання
- Провінційна рада Саламанки: індекс муніципалітетів [Архівовано 23 квітня 2009 у Wayback Machine.]
- Посилання на Google Maps